# Бойко Світлана Анатоліївна
Світлана Анатоліївна Бойко  (рос. Светлана Анатольевна Бойко, 13 квітня 1972) — російська фехтувальниця, олімпійська чемпіонка.

## Виступи на Олімпіадах
| Олімпіада    | Дисципліна       | Місце |
| ------------ | ---------------- | ----- |
| Атланта 1996 | рапіра, особисті | 18    |
| Атланта 1996 | рапіра, командні | 6     |
| Сідней 2000  | рапіра, особисті | 19    |
| Сідней 2000  | рапіра, командні | 5     |
| Афіни 2004   | рапіра, особисті | 11    |
| Пекін 2008   | рапіра, командні | 1     |